# Малоплавниковая короткошипая акула
Малоплавниковая короткошипая акула, или чёрная акула (лат. Centrophorus moluccensis) — вид хрящевых рыб рода короткошипых акул одноимённого семейства отряда катранообразных. Эти глубоководные акулы обитают в Тихом и Индийском океане на глубине от 125 до 820 м. Размножаются яйцеживорождением. Максимальная зарегистрированная длина — 98 см. Рацион состоит в основном из костистых рыб, головоногих и ракообразных.

## Таксономия
Впервые вид описан в 1860 году. Голотип представляет собой эмбрион на поздней стадии развития длиной 18,8 см, полученный из Амбона, Индонезия. Родовое название происходит от слов греч. κεντρωτός — «утыканный шипами» и греч. φορούν — «носить», а видовое происходит от названия острова Молукка.

## Ареал
Малоплавниковые короткошипые акулы обитают в Индийском океане у берегов Мозамбика и ЮАР, а в Тихом океане в водах Японии, Австралии, Индонезии, Новой Каледонии и Филиппин. Эти акулы держатся на континентальном шельфе и в верхней части материкового склона на глубине от 128 до 823 м, однако у побережья Австралии они встречаются основном между 300 м и 600 м.

## Описание
У малоплавниковых короткошипых акул удлинённое тело и рыло. Расстояние от кончика рыла до рта больше расстояния от рта до основания грудных плавников. Анальный плавник отсутствует. Глаза крупные, овальные, вытянуты по горизонтали. Позади глаз имеются дыхальца. На фронтальной поверхности примерно от середины высоты плавников расположены вертикальные шипы. Нижние зубы крупнее верхних. Зубы оснащены центральным остриём. Тело покрывают плакоидные выступающие чешуи в виде ромбов, которые не перекрывают друг друга. Каудальный свободный конец грудных плавников узкий и удлинённы, он длиннее основания и доходит до воображаемой линии, проведённой через середину первого спинного плавника.
Первый спинной плавник среднего размера, короткий, второй по высоте почти в 2 раза ниже. Длина его основания составляет от 1/2 до 3/5 от длины основания первого спинного плавника. Оно начинается позади основания брюшных плавников. Расстояние между основаниями спинных плавников больше дистанции между кончиком рыла и серединой основания грудных плавников. Хвостовой плавник короткий и асимметричный. Латеральные кили и прекаудальная выемка на хвостовом стебле отсутствуют. У края верхней лопасти хвостового плавника имеется заметная вентральная выемка. Окрас серо-коричневый, брюхо бледнее. У молодых акул плавники темнее туловища.
Максимальная зарегистрированная длина составляет 98 см (по другим источникам 100 см), а масса 2,4 кг.

## Биология
Малоплавниковые короткошипые акулы размножаются яйцеживорождением. В помёте 2 детёныша. Самки с развитыми эмбрионами встречаются летом у берегов ЮАР. Самки достигают половой зрелости в при длине от 88 см, а самцы при длине от 69 см. В целом самки крупнее самцов. Рацион состоит из костистых рыб, в основном миктофов, морских лещей (Bramidae), острохвостых угрей, скумбрий и волосохвостов (Trichiuridae), а также кальмаров, креветок, осьминогов, ракообразных, небольших катранообразных и иногда оболочников.

## Взаимодействие с человеком
Малоплавниковые короткошипые акулы не представляют опасности для человека. Подобно прочим глубоководным акулам со схожим жизненным циклом (малочисленное потомство, позднее созревание) они чувствительны к перелову. В качестве прилова они попадают в коммерческие донные ярусы, тралы и жаберные сети, ориентированные на глубоководных акул. Их перерабатывают на рыбную муку, плавники и мясо используют в пищу, хотя они невысокого качества, печень очень ценится из-за большой концентрации сквалена. За период с 1976-77 годов по 1996—1997 года документально подтверждено сокращение численности малоплавниковых акул в районе Сиднея более чем на 95 %. Данных для оценки статуса сохранности вида недостаточно.